# Leonel Duarte
Leonel Duarte (ur. 1 sierpnia 1987) – kubański piłkarz występujący na pozycji napastnika. Zawodnik klubu FC Ciego de Ávila.

## Kariera klubowa
Duarte karierę rozpoczął w 2005 roku w zespole FC Ciego de Ávila. W 2010 roku zdobył z nim mistrzostwo Kuby.

## Kariera reprezentacyjna
W reprezentacji Kuby Duarte zadebiutował w 2005 roku. W tym samym roku znalazł się w drużynie na Złoty Puchar CONCACAF, który Kuba zakończyła na fazie grupowej. Wystąpił na nim w spotkaniach z Stanami Zjednoczonymi (1:4), Kostaryką (1:3) i Kanadą (1:2).
W 2007 roku Duarte ponownie został powołany do kadry na Złoty Puchar CONCACAF. Zagrał na nim w meczach z Meksykiem (1:2), Panamą (2:2) i Hondurasem (0:5), a Kuba odpadła z turnieju po fazie grupowej.